# Фред Дерст
Фред Дерст (англ. Fred Durst, 20 серпня 1970) — американський вокаліст, найбільш відомий, як засновник ню-метал гурту Limp Bizkit.
Занесений до переліку осіб, що створюють загрозу нацбезпеці України через виступання в окупованому Криму та підтримку терористичних угруповань ДНР та ЛНР.

## Біографія

### Ранні роки
Фред Дерст народився в місті Джексонвіль, Флорида, США. Фреда ростила його мати, Аніта, оскільки його біологічний батько пішов з родини, коли Фреду було лише кілька тижнів. Фред з матір'ю волочили жалюгідне існування, не маючи ні дому, ні роботи, ні грошей. Вони жили на горищі в церкві, харчуючись дитячою їжею, котру приносили їм парафіяни. Коли Фреду було два роки, Аніта познайомилася з поліцейським офіцером Білом, з яким вони незабаром одружились.
Маленький Фред полюбляв ту ж музику, що і його батьки, і часто пустував танцюючи та удавати, що виступає перед публікою. Коли Фред підріс, він та його звідний брат Корі (син Біла та Аніти) стали фанатами Kiss.
Пізніше родина Фреда переїхала з Джексонвиля, Флорида в Гастонію в Північній Кароліні, де Дьорст вступає до середньої школи Hunter Huss . Саме тут він почав захоплюватися хіп-хопом і сформував гурт брейкдансерів «Reckless Crew». Також він почав цікавитись культурою, що оточувала брейк-данс, і коли мати купила йому перший мікшер, він почав займатися реп-музикою. Фред самостійно навчився мікшувати та робити скретчінг, і почав пробувати писати тексти для реп-пісень.
Незабаром, Фред Дьорст почав брати участь в реп-батлах. Пізніше, коли брейк-данс рух почав згасати, Дьорст зі своїми друзями захопився скейтбордингом. У цей період Фред став слухати важчу музику, таку як Suicidal Tendencies і Black Flag та приділяти більше уваги написанню текстів, ніж виступам, даючи таким чином вихід стримуваним емоціям.
У 1988 Фред закінчує середню школу. Після цього він на короткий період вступає в Гастонський Коледж. В той час, щоб заробити грошей, Фред працював у фаст-фудах і скейтпарках, займався діджейством, але на жодній роботі не затримувався надовго. В результаті, у віці 17 років він вирішив піти служити у Військово-морські сили США.
Під час служби на флоті Фред перший раз одружився, коли йому було 20. Молодята переїжджають в Каліфорнію, де в них народжується донька Адріана. Врешті-решт вони розлучились через невірність дружини Фреда.
Дерст повертається в Гастонію і на хіп-хоп сцену, сформував реп-дует: його друг був діджеєм, а Дерст стилізував себе під репера, в дусі Vanilla Ice. Фред набув зв'язки в музичній індустрії й дует записав промо-відео, яке демонструвало їхні таланти. Проте, на жаль, промо-відео не допомогло отримати контракт на запис.
Зрештою, Дерст переїхав назад на батьківщину в Джексонвіль, де почав працювати тату-майстром. Фред Дерст створив татуювання з логотипом Korn, на спині гітариста Korn Браяна Уелча.

### Кар'єраLimp Bizkit
Все почалося в 1994 в Джексонвілі, Флорида, коли Фред Дерст зустрів у фаст-фуді майбутнього басиста гурту Сема Ріверса, котрий там працював. Потім Сем привів до гурту свого двоюрідного брата, барабанщика Джона Отто. Незабаром до гурту приєднався Вес Борланд, а в 1995 останнім учасником гурту став DJ Lethal, котрий раніше грав в хіп-хоп гурті House of Pain.
Перший хіт Limp Bizkit, кавер-версія пісні Джорджа Майкла кінця 1980-х «Faith», отримав вагому підтримку шляхом посиленої трансляції на MTV, особливо під час першого року Total Request Live. Інші хіти гурту включали такі пісні: «Nookie», «Break Stuff», «Re-agganged», «Counterfeit», «N 2 Gether Now», «Take a Look Around», «Rollin» та «My Generation». Дьорст виступив режисером більшості відеокліпів Limp Bizkit, а також відео Korn «Falling Away Fro Me», Deadsy «The Key to Gramercy Park», Cold «No One», Puddle of Mudd «Blurry» і Staind «It's Been Awhile» та «Just Go», та ін. Також Фред займається дизайном сцени для концертних виступів гурту.

### Інші професійні інтереси
Фред Дерст зіграв невелику роль в телевізійному серіалі «Revelations», зіграв Одгена. Також він знявся у фільмі «Населення 436» з Джеремі Сісто, в ролі поліцейського офіцера Боббі Кійна і в «Пробачте, ненависники» (в ролі Евана Джелоса).
Також Фред очолює свій власний звукозаписувальний лейбл Flawless Records, підрозділ Geffen Records. Лейбл уклав контракти з такими виконавцями як Puddle of Mudd, The Revolution Smile, Ringside та She Wants Revenge.
В останні роки, Дерст також проявляє зацікавленість режисурою фільмів. Фред зняв драму «Освіта Чарлі Бенкса» та фільм «Аутсайдери» про 11-річну дівчинку-квотербека.

### Приватне життя
Від першого шлюбу у Фреда залишилась донька Адріана; також у нього є син Далас від іншої жінки. Фреду приписували романи з багатьма знаменитостями, зокрема: з Холлі Бері, Брітні Спірс, Крістіною Агілерою та ін.
У 2006—2007 рр. Фред Дерст був заручений з Крістою Сальваторе, 1986 р. народження, з якою він познайомився у 2006 році на презентації фільму «Освіта Чарлі Бенкса».
З 2012 р. був одружений з Ксенією Берязіною, родина якої переїхала до Криму з Кемеровської області, Росія. У 2018 Фред подав документи на розірвання шлюбу.

## Скандали
У 2006 Дерст збив двох жителів Лос-Анджелеса, і його звинуватили в нападі та нанесенні побоїв.
Дерст не один раз ображав інші гурти і сварився з гуртами, навіть з тими, що вплинули на його музику, серед них: Slipknot, Creed, Placebo, Емінем, Insane Clown Posse, Трент Резнор і Мерилін Менсон.
Одружувався/розлучався з двома росіянками та мав намір отримати російське громадянство.
8 жовтня 2015 року російське видання «Известия» повідомило, що Фред Дерст позитивно відповів на заклик Сергія Аксьонова оселитися в Криму. Крім того, співак позитивно висловився про Володимира Путіна.
8 жовтня 2015 року російське видання «Известия» повідомило, що Limp Bizkit має намір виступити в окупованих російськими бойовиками Донецьку та Луганську. Однак пізніше, президент компанії TCI Едуард Ратніков в інтерв'ю РИА Новости скасував ці плани, але сказав, що "можливо, в наступному році".
На одному з концертів під час «Money Sucks Tour» у Воронежі підняв прапор «Крым = Россия» (укр. Крим = Росія). Виявилося, що на ньому написано антиукраїнський лозунг, хоча Фред цього не знав.[джерело?] Саме за цей конфлікт [джерело?] співаку заборонено в'їзд в Україну.
У 2015 Фред Дерст також заявив, що Путін «чудовий мужик».
Через антиукраїнські висловлювання та дії йому з листопада 2015 року заборонено в'їзд в Україну терміном на 5 років.
У 2022 році гурт випустив пародію на Зеленського, Байдена, Путіна та інших лідерів, яка була більш такою, що висміює Зеленського і Байдена і не висловлювала жодних анти-військових ідей. Фред в кліпі був в ролі Путіна.

## Татуювання
Дивакуватими татуюваннями вкриті руки Фреда (від зап'ястків до плечей), на лівій стороні грудей зображено портрет Курта Кобейна та Кортні Лав, а на шиї — троянда.

## Дискографія

### Студійні альбоми
- Three Dollar Bill Y'All$ (1997)
- Significant Other (1999)
- Chocolate Starfish and the Hotdog Flavored Water (2000)
- New Old Songs (2001)
- Results May Vary (2003)
- The Unquestionable Truth (Part 1) (2005)
- Greatest Hitz (2005)
- Gold Cobra (2010)

## Фільмографія

#### Музичні відео
- Усі відеокліпи Limp Bizkit
- Soulfly — Bleed (1998), заспівав рядок з пісні і з'явився на відео
- Korn — Got the Life (1998), камео
- Korn — Falling Away from Me (1999), камео
- Lil' Bow Wow — Bow Wow (That's My Name) (2000), камео
- Eminem — The Real Slim Shady (2000), камео
- Puddle of Mudd — Control (2001), камео
- Cold — Give (1997), камео
- 8Ball — Stop Playin' Games (2001), камео
- Strait Up — Angel's Son (2000)
- All Stars Tribute — What's Going On (2001)

#### Фільми
- Зуландер (2001), камео
- Полі Шоур мертвий (2003), камео
- Будь крутішим! (2005), камео
- Revelations (телесеріал) (2005)
- Населення 436 (2006)
- Освіта Чарлі Бенкса (2007)
- Аутсайдери (2008)
- Play Dead

### Режисер
- Limp Bizkit — Faith (1997)
- Limp Bizkit — Nookie (1999)
- Limp Bizkit — Break Stuff (1999)
- Limp Bizkit — Re-Arranged (1999)
- Limp Bizkit — N 2 Gether Now (1999)
- Staind — Just Go (1999)
- Staind — Home (1999)
- Korn — Falling Away from Me (1999)
- Limp Bizkit — My Generation (2000)
- Limp Bizkit — Rollin' (Air Raid Vehicle) (2000)
- Limp Bizkit — My Way (2000)
- Limp Bizkit — Boiler (2000), co-director
- Cold — No One (2000)
- Puddle of Mudd — Blurry (2002)
- Staind — It's Been Awhile (2001)
- 8-Ball — Stop Playin Games (2001)
- Deadsy — The Key to Gramercy Park (2002)
- Staind — Epiphany (2002)
- Limp Bizkit — Eat You Alive (2003)
- Limp Bizkit — Behind Blue Eyes (2003)
- Освіта Чарлі Бенкса (2007)
- Dwight Yoakam — Close Up the Honky Tonks (2007)
- Аутсайдери (2008)